# Höjd-hastighetsdiagram
Höjd-hastighetsdiagrammet (engelska H/V-Diagram) för en helikopter visar de flygtillstånd från vilka piloten kan utföra respektive inte utföra en säker autorotationslandning vid motorbortfall.
På den vertikala axeln återfinns flyghöjden, på den horisontella hastigheten.
För att kunna genomföra en autorotationslandning behövs tillräcklig energi i rotorsystemet (för lyftkraft) för att kunna utföra en så kallad ”flare” för en kontrollerad landning. Man får här göra skillnad på kinetisk energi (rörelseenergi) på grund av helikopterns hastighet och potentiell energi bestående av dess höjd över den tänkta landningsplatsen.
Om helikoptern har en hög hastighet kan vid motorbortfall rotorn hållas i rörelse och lyftkraften bibehållas genom att piloten minskar hastigheten hos helikoptern och konverterar rörelseenergin hos helikoptern till rotationsenergi hos rotorn i stället.
Om helikoptern har hög höjd kan helikopterns potentiella energi konverteras till rotationsenergi hos rotorn då helikoptern sjunker, vilket ger tillräcklig lyftkraft för en säker landning. 
Diagrammet visar de två områden som utgör risker. Det streckade området till vänster motsvarar ett område där den totala energin (kinetisk energi plus potentiell energi) hos helikoptern inte är tillräcklig för att konverteras till rörelseenergi hos rotorn som räcker för en säker landning, vilket med största sannolikhet resulterar i ett mer eller mindre allvarligt haveri. Området nere till höger är också farligt därför att det utgör en stor risk att landa i höga farter. Innan en pilot hinner reagera på ett plötsligt motorbortfall kan helikoptern förlora höjd och kollidera med marken.